# Барон Маклей

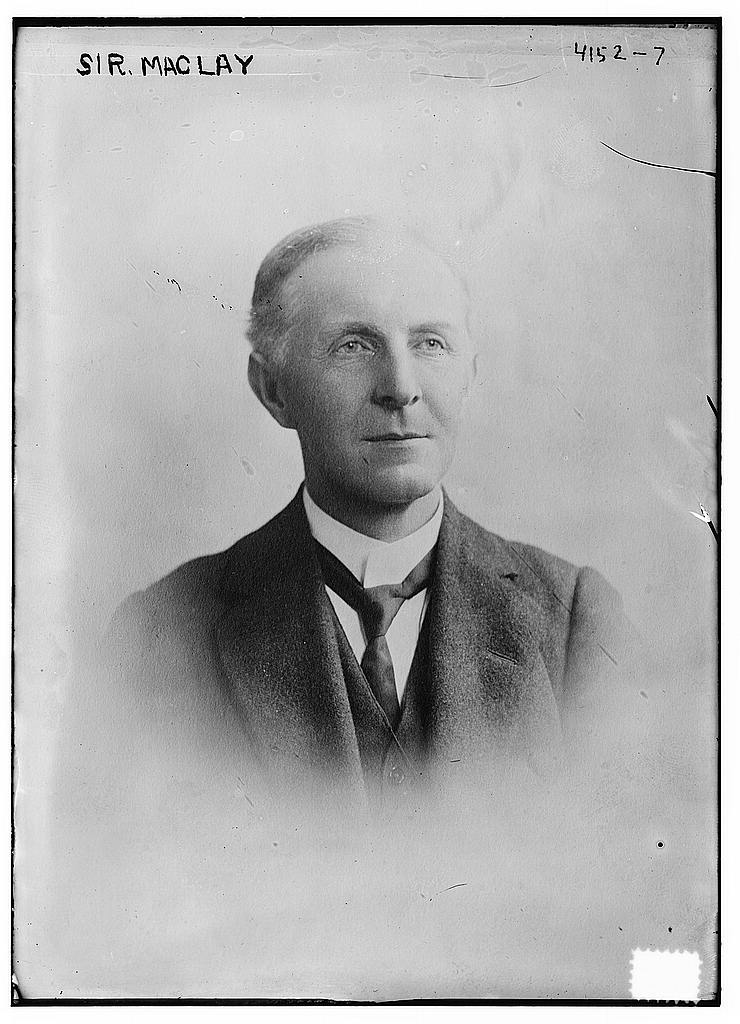
Джозеф Патон Маклей, 1-й барон Маклей (1857—1951)

Барон Маклей из Глазго в графстве Ланаркшир — наследственный титул в системе Пэрства Соединённого королевства. Он был создан 21 ноября 1922 года для шотландского бизнесмена сэра Джозефа Маклея, 1-го баронета (1857—1951). Он был председателем судовладельческой компании «Maclay & Macintyre» из Глазго, а также занимал должность министра судоходства в правительстве Дэвида Ллойда Джорджа (1916—1921). 20 июля 1914 года для Джозефа Маклея был создан титул баронета из Парк Террак в городе Глазго в графстве Ланаркшир. Его старший сын, 2-й барон Маклей (1899—1969), либеральный политик, заседал в Палате общин Великобритании от Пейсли (1931—1945). Следующим держателем титулы был его сын, Джозеф Патон Маклей, 3-й барон Маклей (1942—2025), который сменил своего отца в 1969 году.
По состоянию на 2025 год носителем титула являлся его старший сын, Джозеф Патон Маклей, 4-й барон Маклей (род. 1977), который сменил своего отца в 2025 году.
Также известен другой член семьи Маклей, политик Джон Маклей, 1-й виконт Мюршил (1905—1992), пятый сын первого барона Маклея. Он был депутатом Палаты общин Великобритании от Монтроз-Бургса (1940—1950) и Западного Ренфрушира (1950—1964), председатель Национально-либеральной партии (1947—1956), министр транспорта (1951—1952), министр гражданской авиации (1951—1952), заместитель министра по делам колоний (1956—1957), министр по делам Шотландии (1957—1962), лорд-лейтенант Ренфрушира (1957—1962).
В 1913 году первый лорд Маклей купил имение Duchal House в деревне Килмаколм в Инверклайде, который остается семейной резиденцией по сей день.

## Бароны Маклей (1922)
- 1922—1951: Джозеф Патон Маклей, 1-й барон Маклей (6 сентября 1857 — 24 апреля 1951), сын Эбенезера Маклея (ум. 1894) из Глазго[1];
- 1951—1969: Джозеф Патон Маклей, 2-й барон Маклей (31 мая 1899 — 7 ноября 1969), третий сын предыдущего[2];
- 1969—2025: Джозеф Патон Маклей, 3-й барон Маклей (11 апреля 1942 — 18 февраля 2025), старший сын предыдущего[3];
- 2025 — настоящее время: Джозеф Патон Маклей, 4-й барон Маклей (род. 6 марта 1977), старший сын предыдущего[4];
  - Наследник титула: достопочтенный Томас Максвелл Маклей (род. 1981), младший брат предыдущего[5].